# 中央区立城東小学校
中央区立城東小学校（ちゅうおうくりつ じょうとうしょうがっこう）は、東京都中央区八重洲にある公立小学校。東京ミッドタウン八重洲の八重洲セントラルタワー1〜4階に併設されている。

## 概要
中央区立小学校で唯一、日本橋地域と京橋地域の2地域を跨ぐ学区を設けた小学校である。1962年（昭和37年）4月1日、日本橋城東小学校と京橋昭和小学校との合併で新設され、校舎は復興小学校として東京駅八重洲口前に建てられた京橋昭和小学校を継承した。
その後、校地を含む周辺において「八重洲二丁目北地区第一種市街地再開発事業（東京ミッドタウン八重洲）」が着手されることになり、2017年（平成29年）9月、坂本町公園内の仮設校舎（阪本小学校と共用）に移転した。

### 新校舎
新校舎は、東京ミッドタウン八重洲の南東部分の張り出した低層階の1〜4階に入居し、柳通り側に専用の出入口が設けられた。3、4階に普通教室を置き、2階に体育館、3階に屋内プール、4階には開閉式の屋根を備えた校庭を設け、屋上には児童が使う菜園や水田のほか、太陽光発電装置が設置された。
現在は1学年1クラスだが、2028年度までに2クラスに増設される予定となっている。児童を学区外から広く受け入れる「特認校」制度を利用する。

## 沿革

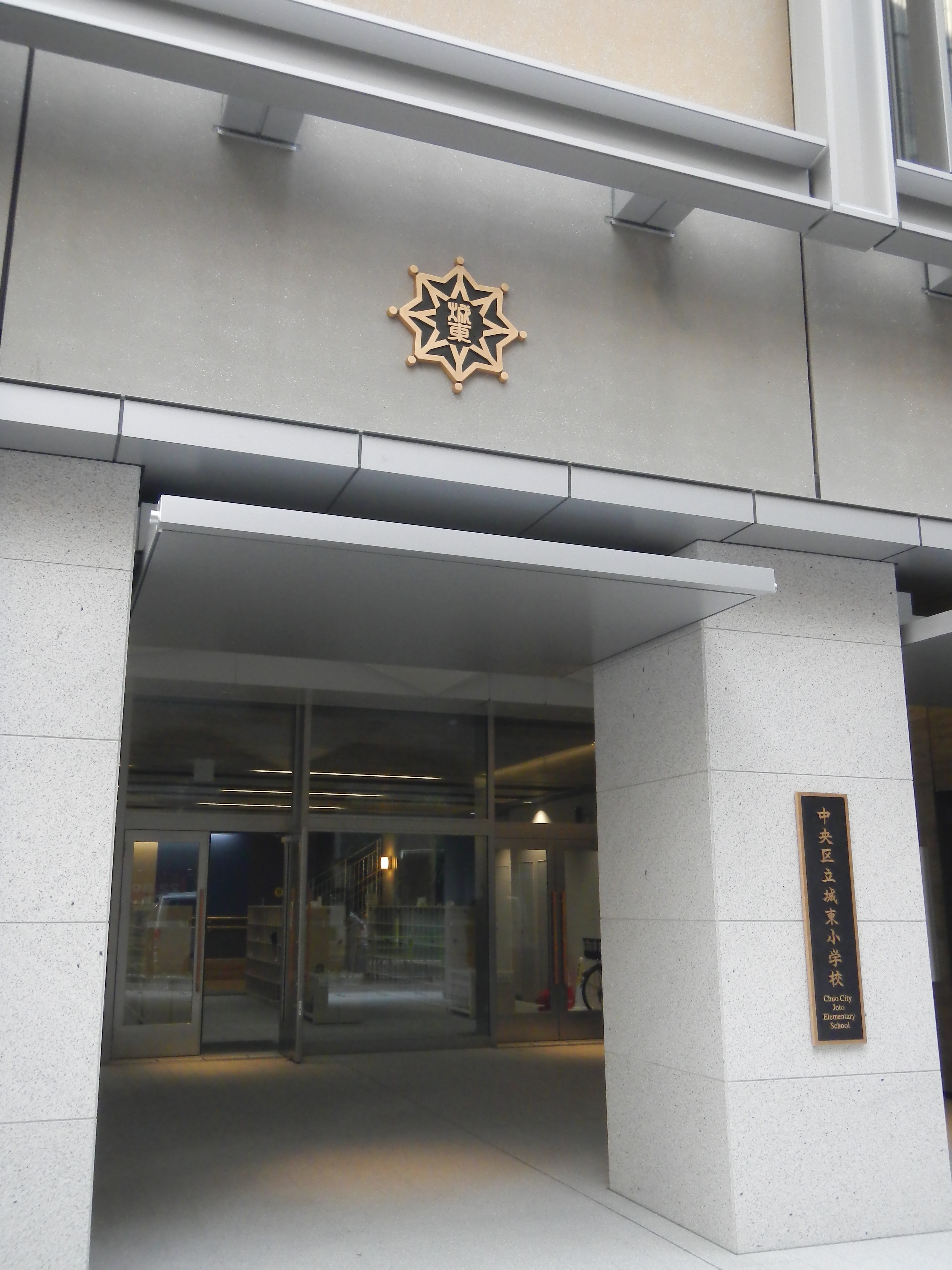
新校舎入口

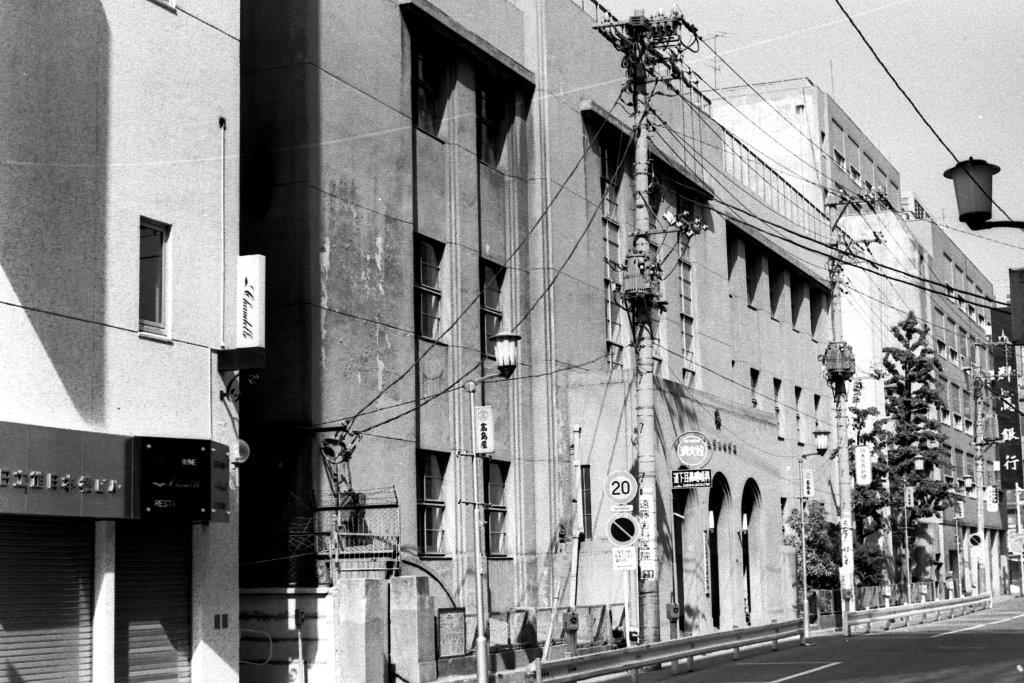
旧日本橋城東小学校校舎（その後紅葉川中学校校舎として使用され現在は日本橋プラザが建っている）

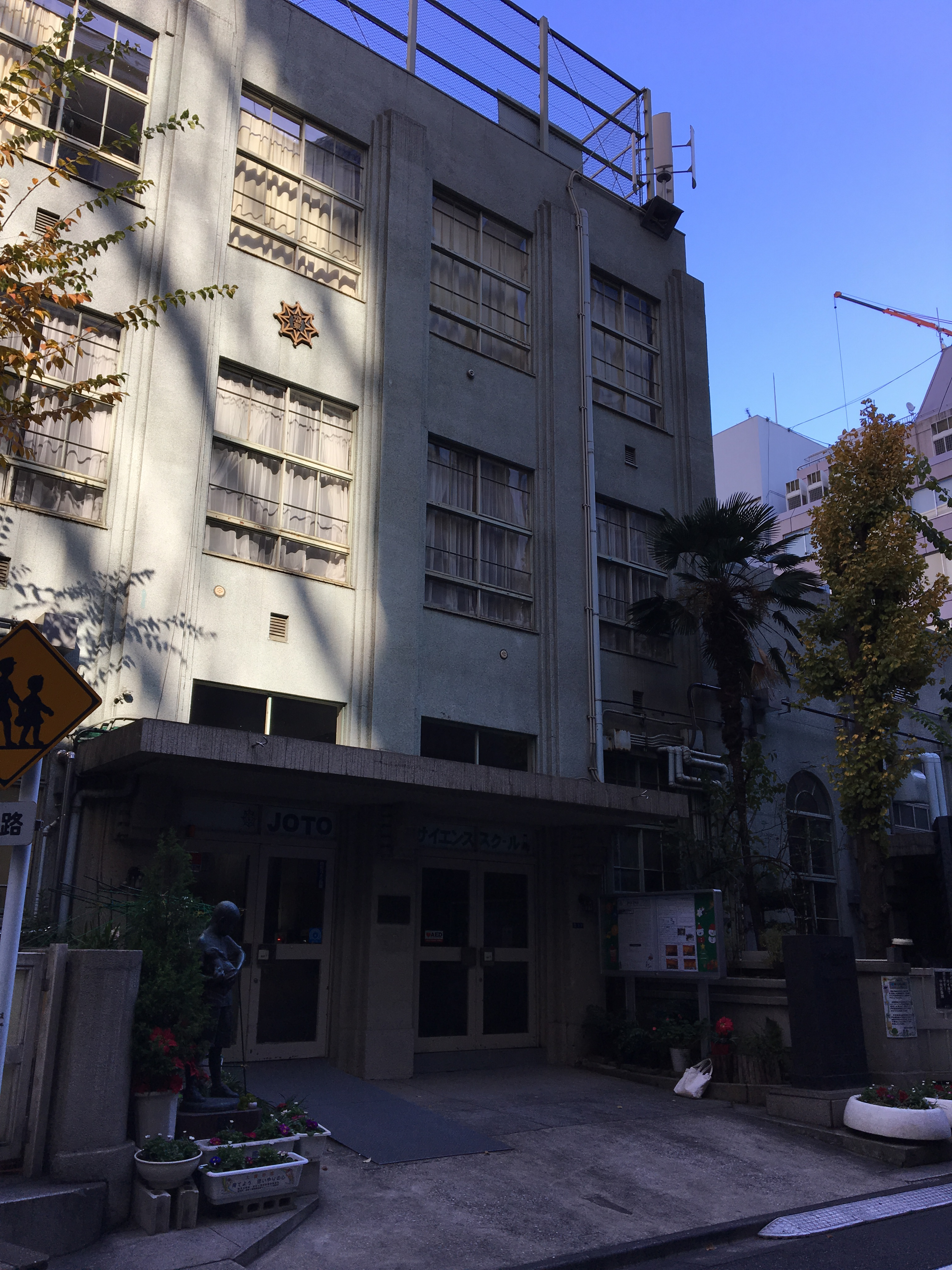
旧京橋昭和小学校舎（統合後に城東小学校舎として使用された）

- 1962年（昭和37年）4月1日 - 区立日本橋城東小学校と区立京橋昭和小学校との合併にて新設。旧京橋昭和小学校校舎内に設立。
- 1968年（昭和43年）3月 - 校歌を制定。
- 1969年（昭和44年）3月 - 校旗を制定。
- 1991年（平成3年）9月 - 『リセ・フランコ・ジャポネ』が3階に開校。
- 2017年（平成29年）9月 - 校舎再開発のため坂本町公園の仮設校舎に移転。
- 2020年（令和2年）8月 - 阪本小学校新校舎内に移転。
- 2022年（令和4年）9月 - 東京ミッドタウン八重洲に併設の新校舎に移転。

中央区立日本橋城東小学校
- 1875年（明治8年） - 創立。
- 1962年（昭和37年）4月1日 - 区立京橋昭和小学校と共に廃校の上で合併。跡地には中央区立紅葉川中学校が移転する。

中央区立京橋昭和小学校
- 1928年（昭和3年） - 創立。
- 1962年（昭和37年）4月1日 - 区立日本橋城東小学校と共に廃校の上で合併。

小学校の児童数と教員数
| 年度     | 児童総数 | 1年生 | 2年生 | 3年生 | 4年生 | 5年生 | 6年生 | 教員数 | 職員数 |
| -------- | -------- | ----- | ----- | ----- | ----- | ----- | ----- | ------ | ------ |
| 令和元年 | 171人    | 30人  | 27人  | 32人  | 33人  | 33人  | 16人  | 20人   | 13人   |
| 令和2年  | 183人    | 31人  | 30人  | 35人  | 25人  | 31人  | 31人  | 19人   | 14人   |
| 令和3年  | 191人    | 35人  | 30人  | 35人  | 33人  | 28人  | 30人  | 20人   | 15人   |
| 令和4年  | 197人    | 32人  | 33人  | 32人  | 43人  | 31人  | 26人  | 18人   | 16人   |
| 令和5年  | 233人    | 60人  | 32人  | 40人  | 34人  | 41人  | 26人  | 20人   | 14人   |

## 出身者
- 川端龍子（日本画家）
- 三木鶏郎（作曲家） - 暁星小学校に転校

## 周辺
- バスターミナル東京八重洲 - 同じ東京ミッドタウン八重洲に同居
- 東京駅 - グラントウキョウ - 八重洲地下街
- 東京メトロ京橋駅 - 京橋トラストタワー
- 八重洲ダイビル
- 八重洲ブックセンター
- ミュージアムタワー京橋
- 東京都道405号外濠環状線（外濠通り）
- 東京都道408号八重洲宝町線
- 首都高都心環状線

学校最寄出入口は、宝町ランプとなる。
- 国道15号線（第一京浜）

仮設校舎時代
- 中央区立阪本小学校 - 同一建物に同居
- 阪本公園 - 同一敷地内
- 警視庁中央警察署 - 敷地が隣接
- 東京消防庁日本橋消防署 - 敷地が隣接
- 東京メトロ茅場町駅

## アクセス
- バスターミナル東京八重洲から、すぐ。
- JR東京駅（八重洲南口）から、すぐ近く。
- 東京メトロ銀座線京橋・日本橋両駅から、徒歩。
  - なお、学校最寄り出入口は、京橋駅で「7番」（明治屋ビル）、日本橋駅で「B3」（丸善ビル）となる。

新校舎移転まで
- 東京メトロ東西線・日比谷線茅場町駅から徒歩。
  - なお、最寄出入口は「10番」となる。
- 都営地下鉄浅草線日本橋駅からもアクセス可能。
- 都営バス「東22」系統で、「兜町」バス停下車後、すぐ近く。
  - なお、都営バス「錦11」系統で、「茅場町（兜町）」バス停からも、アクセス可能。